# Stühlinger
Der Stühlinger ist ein westlich der Altstadt gelegener Stadtteil von Freiburg im Breisgau mit rund 15.800 Bewohnern (31. Dezember 2022). Er ist aufgeteilt in die zwei Stadtbezirke Stühlinger-Eschholz und Alt-Stühlinger. Im Osten wird er begrenzt durch die Bahnanlagen der Deutschen Bahn AG mit dem Hauptbahnhof, im Süden durch die Dreisam, im Westen durch die Gleise der Güterbahnstrecke und im Norden grenzt er an den Stadtteil Brühl. Von 1967 bis 2014 wurde der nördlich der Breisacher Bahn gelegene Stadtbezirk Stühlinger-Beurbarung verwaltungsmäßig ebenfalls zum Stadtteil gezählt, jedoch gehört jener seit dem 1. Januar 2015 zum Stadtbezirk Brühl-Beurbarung.

## Geschichte

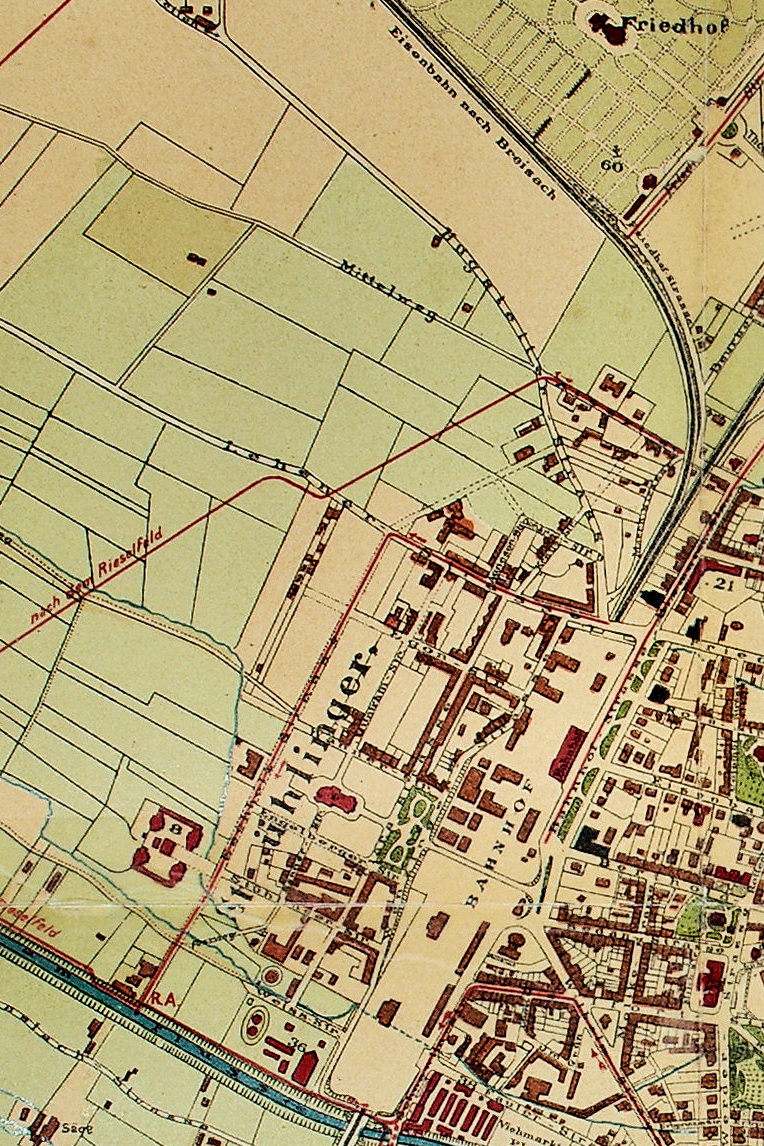
Stühlinger im Jahr 1898

Das Gebiet des heutigen Stühlingers war früher zum Teil sumpfiges Feld- und Wiesengelände. Bauern aus Betzenhausen nutzten mit ihren Wagen auf dem Weg zum Münstermarkt den „Mittelheuweg“, der ungefähr der heutigen Stadtbahntrasse entsprach. Die Herren von Stühlingen aus dem Klettgau besaßen einen Teil der landwirtschaftlich genutzten Flächen.
Wesentlich führten zwei Faktoren zur Entstehung des „Stühlinger“: zum einen das Bevölkerungswachstum in der zweiten Hälfte des 19. Jahrhunderts, zum anderen die 1845 neu entstandene Bahnlinie Offenburg – Basel. Mit dem neuen Bahnhof in Freiburg wurde der Gütertransport gefördert. Auch der Aufschwung nach dem Deutsch-Französischen Krieg und der Reichsgründung 1871 brachte weitere Impulse.
Die Stadt wies daher reißbrettartig drei Straßen parallel zur Bahnlinie mit fünf Querstraßen als neues Baugebiet „Hinterm Bahnhof“ aus. Erst ab 1886 wird vom „Stühlinger“ gesprochen. Flurnamen dieser Flächen waren unter anderem „Eschholz“ und „Stühlinger“ nach den einstigen Besitzern, den Herren von Stühlingen.
Nach 1875 wurde das Gebiet jenseits des Bahnhofs planmäßig erschlossen. Eine Unterführung im Norden des Bahnhofs, die auf die Straße nach Lehen führte, und die Stühlingerbrücke südlich des Bahnhofs (heute Wiwilíbrücke, wegen ihres Anstrichs auch „Blaue Brücke“ genannt), die auf den Stühlinger Kirchplatz mündet, waren die Verbindungen zur Stadt. Die in Anlehnung an den Limburger Dom zwischen 1893 und 1897 errichtete Herz-Jesu-Kirche wurde bald das sichtbare Zentrum des neuen Stadtteils. Dahinter wurden zwei Schulgebäude errichtet, je eines für Mädchen und Jungen.
Neben der Wohnbebauung siedelten sich auch Firmen und öffentliche Versorgungseinrichtungen hier an. So wurde das Gaswerk, das sich bis dahin in der Wiehre befand (am heutigen Standort der Johanneskirche) in den Süden des noch jungen Stadtteils verlegt (heute Wohnbauten auf den zwei Fundamenten genannt 2-Zylinder), gleich daneben wurde wenig später das Elektrizitätswerk gebaut. In der Nähe siedelte sich auch die Firma Brenzinger & Cie., damals bedeutendes Bauunternehmen an, in unmittelbarer Nachbarschaft wurde 1888 die Löwenbrauerei von Louis Sinner errichtet. Auch die Pumpenfabrik Lederle fand ihren Platz im Stühlinger. Nach deren Umzug nach Gundelfingen im Jahr 1977 entstand 1990 auf einem Teil des Firmengeländes der heutige Lederleplatz und 2001 wurde dort der markante Brunnen in Form einer roten Pumpe errichtet. Die Schlossfabrik Theodor Kromer & Co. siedelte sich nördlich der Lehenerstraße an und wurde im Zweiten Weltkrieg vollständig zerstört. Die Fedderstraße wurde parallel zur Eschholzstraße verlegt, um das Firmengebiet und die umliegenden Grundstücke mit Blockbauten in Rechtecksform belegen zu können, die Anfang der 80er Jahre ihrerseits Neubauten weichen mussten.
Des Weiteren siedelten die Zunderfabrik Klingele, die Orgel- und Orchestrionfabrik M. Welte & Söhne, das Unternehmen Dampfsäge Gustav Bissier, die Hebwerkzeugfabrik Gebr. Birmelin sowie kleinere Betriebe wie eine Seifensiederei oder die Knochenmehlfabrik Ritzmann im Stühlinger an.
Um die Wohnungsnot zu lindern, die durch den Ersten Weltkrieg verstärkt wurde, wurde ab Spätherbst 1914 eine Arbeitersiedlung aus 16 Häusern in der Tellstraße errichtet. 1980 wurde das Haus mit der Nummer 10 durch eine Gasexplosion zerstört, vier Menschen starben. Die noch heute bestehende Baulücke erinnert an das Unglück.
Ab 1926 wurden im nördlichen Teil die Neubauten der Universitätskliniken errichtet. Die evangelischen Christen erhielten mit der Lutherkirche ebenfalls ein neues, auffallendes Gotteshaus (Fertigstellung 1916) am damaligen Hohenzollernplatz (heute Friedrich-Ebert-Platz), das allerdings im Zweiten Weltkrieg völlig zerstört wurde und danach im schlichten Stil der 1950er-Jahre neu erbaut wurde. Im Januar 2016 wurde sie entwidmet und soll zu einem Hörsaal für die Uniklinik umgebaut werden.
1877 wurde die Kreispflegeanstalt an der Eschholzstraße eröffnet.

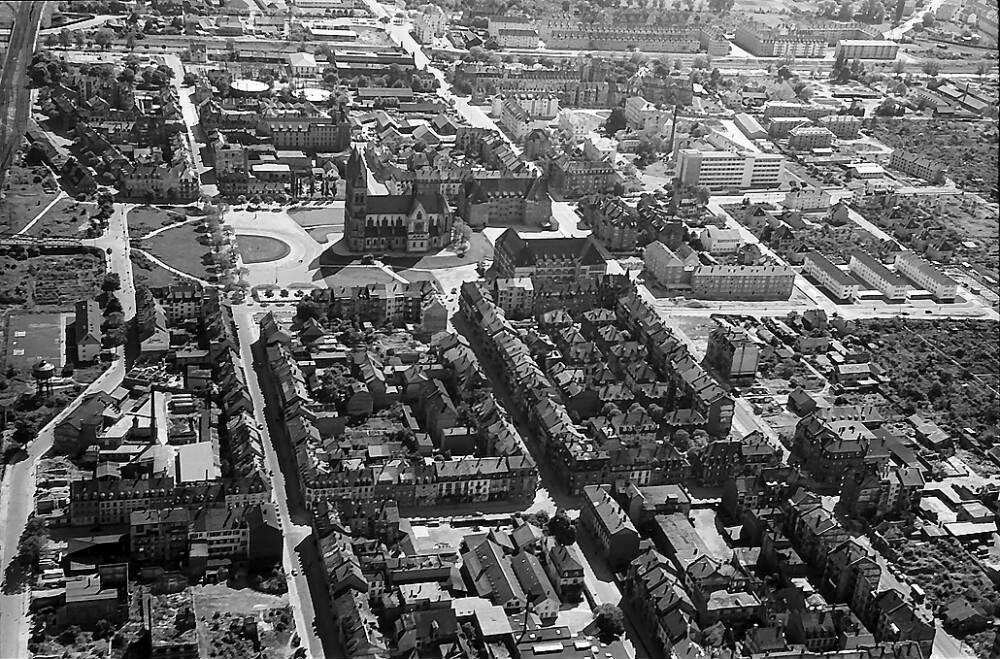
Blick über den Stühlinger im Jahr 1954 noch mit Bombenlücken und vereinzelten Neubauten

Nach dem Bombenangriff vom 27. November 1944 wurde 1947 bis 1949 eine Trümmerbahn betrieben, um den Schutt der zerstörten Gebäude vom Institutsviertel zum ehemaligen Schotterwerk Flückiger zu befördern. Es besteht die Vermutung, dass die in den Trümmern befindlichen Reste der Phosphorbomben die Ursache für den hohen Phosphorgehalt im dort entstandenen Flückigersee waren.
Eine weitere katholische Kirche, St. Josef, und im Jahr 1964 die evangelische Kreuzkirche wurden erbaut. Ein großes Berufsschulzentrum, das heutige Rathaus im Stühlinger, die heutige Agentur für Arbeit und eine Klinik für Tumorbiologie sowie Wohnheime für Studierende und Pflegepersonal kamen hinzu. Am 9. Dezember 1983 kam mit der Stühlingerbrücke eine weitere Verbindung für die Stadtbahn sowie den Rad- und Fußverkehr zur Innenstadt hinzu.
1989 wurde die Löwenbrauerei in der Klarastraße abgerissen. Äußerlich erhalten blieb lediglich die Mälzerei in der Stühlingerstraße/Grete-Borgmann-Straße, die heute ein Bürogebäude ist.
Von Frühjahr 2019 bis Sommer 2021 gab es an der Ecke von Eschholzstraße und Egonstraße den ersten und einzigen Spätkauf in Freiburg, der von einem Kollektiv betrieben wurde. Schon wenige Wochen nach Eröffnung gab es von den Anwohnern Klagen wegen Ruhestörung und Müll, besonders auf dem nahen Lederleplatz, wo die Kunden des Späti sich versammelten. Im März 2021 wurde ein Alkoholverkaufsverbot ab 22 Uhr verhängt. Ein Widerspruch der Händler scheiterte und der Pachtvertrag wurde nicht verlängert.

## Zukünftige Entwicklung
Metzgergrün
Das Quartier Metzgergrün soll nachverdichtet werden. Das Quartier ist In den 1950er Jahren nördlich der Ferdinand-Weiß-Straße in zweigeschossiger Zeilenbauweise entstanden. An Stelle einer Sanierung sollen die Bestandsgebäude abgerissen und neu gebaut werden, statt 250 Wohneinheiten sollen 550 entstehen. Der Baubeginn für den ersten von vier Bauabschnitten fand 2022 statt und soll 2024 abgeschlossen sein, die übrigen Bauabschnitte sollen bis 2030 verwirklicht werden. Parkflächen sollen ausschließlich in Tiefgaragen entstehen, eine Durchquerung des Quartiers wie bisher nur zu Fuß oder mit dem Rad möglich sein, nicht dagegen mit dem Auto. Im Zuge der Neubebauung soll ein Anschluss an den Güterbahnradweg FR 2 entstehen, der dann beidseitig der Güterbahn verläuft.
Kleineschholz
Seit 2016 gibt es Pläne, etwa 550 Wohneinheiten im neuen Wohnquartier „Kleineschholz“ zwischen Lehener Straße, Arbeitsagentur, Sundgauallee und Güterbahn zu bauen. Die bisher vorhandenen Kleingärten wurden dafür abgeräumt. Die Parzellen sollen nur an gemeinwohlorientierte Projekte vergeben werden, es sollen ausschließlich Mietwohnungen entstehen. Die ursprünglichen Pläne sahen eine Vergabe der Parzellen im Erbbaurecht vor. Angesichts der gestiegenen Baupreise wurde im Herbst 2023 die Möglichkeit der Vergabe im Eigentum eingeräumt, wobei sich die Stadt ein Rückkaufsrecht nach 99 Jahren sichert. Das Quartier ist autoarm mit einem Stellplatzschlüssel von 0,3 Parkplätzen pro Wohneinheit geplant. Stellplätze sollen nicht an den Wohnhäusern, sondern zentralisiert in einer Hochgarage entstehen und dadurch insgesamt niedrige Erschließungskosten verursachen. Die Sundgauallee soll in diesem Zuge im Abschnitt auf Höhe der Arbeitsagentur Teil eines Naherholungsgebiets werden und für den Kfz-Verkehr nicht mehr zugänglich sein.
Gegenüber des Quartiers Kleinschholz auf der nördlichen Seite der Lehener Straße plant die die Uniklinik auf dem Gebiet der Klaramatte den Bau von 740 Wohneinheiten für ihr Personal ab dem Jahr 2026. Zusätzlich sollen die bisher bestehenden 664 Wohnungen auf dem benachbarten Gelände größtenteils abgerissen und neu gebaut werden.
Verwaltungszentrum

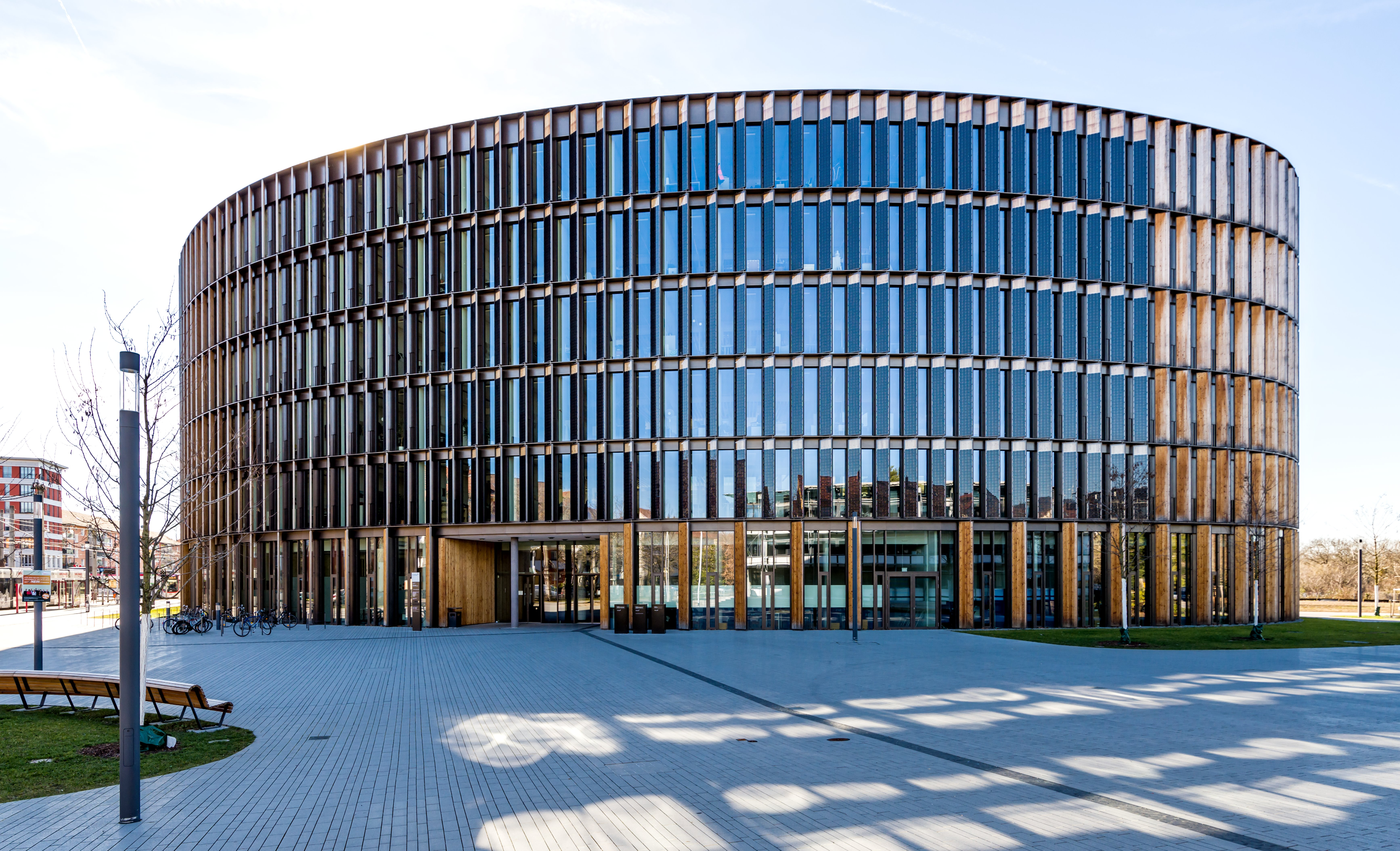
Der fertiggestellte erste Bauabschnitt des Rathauses im Stühlinger

Das Rathaus im Stühlinger soll um einen zweiten und dritten Bauabschnitt ergänzt werden. Nachdem der erste Bauabschnitt im Jahr 2018 abgeschlossen worden ist, soll der größte Teil der Verwaltung, der bisher in der Stadt verteilt ist, am Standort des Rathauses im Stühlinger zentralisiert werden. Der Baubeginn für den zweiten Bauabschnitt war im Juli 2024, die Fertigstellung ist für 2027 geplant. Nachdem der bisherige Hauptstandort des Landratsamtes Breisgau-Hochschwarzwald stark sanierungsbedürftig ist, entstanden erste Pläne, einen Neubau des Landratsamtes am Standort des Rathauses im Stühlinger zu errichten, um so die sieben Standorte des Landratsamtes zusammenzufassen und die Synergieeffekte der beiden Behörden nutzen zu können. Der dritte Bauabschnitt soll dabei entsprechend größer werden und die gesamte bisher als Parkplatz genutzte Fläche an der Sundgauallee mitumfassen.
Colmarer Straße
Ab Januar 2023 wurden an der Colmarer Straße zwischen Badischer Hauptbahn und Kreuzstraße durch die BImA Häuser aus den 50er Jahren abgerissen. Statt 48 Wohnungen sollen bis 2025 115 neue Wohnungen in fünf- bis sechsgeschossiger Blockstruktur entstehen.

## Bevölkerung
Einwohnerdichte
Die Einwohnerdichte (Einw./ha besiedelter Fläche) in den Stadtbezirken des Stühlinger liegt über dem Durchschnitt Freiburgs. Im Stadtbezirk Alt-Stühlinger ist sie mehr als doppelt so hoch wie im Durchschnitt für ganz Freiburg.
| Stadtbezirk             | Einwohnerdichte | Einwohner |
| ----------------------- | --------------- | --------- |
| 512 Stühlinger Eschholz | 074,9           | 006.697   |
| 513 Alt-Stühlinger      | 107,9           | 009.118   |
| Freiburg gesamt         | 048,7           | 213.567   |

## Bauten und Einrichtungen
Bildung

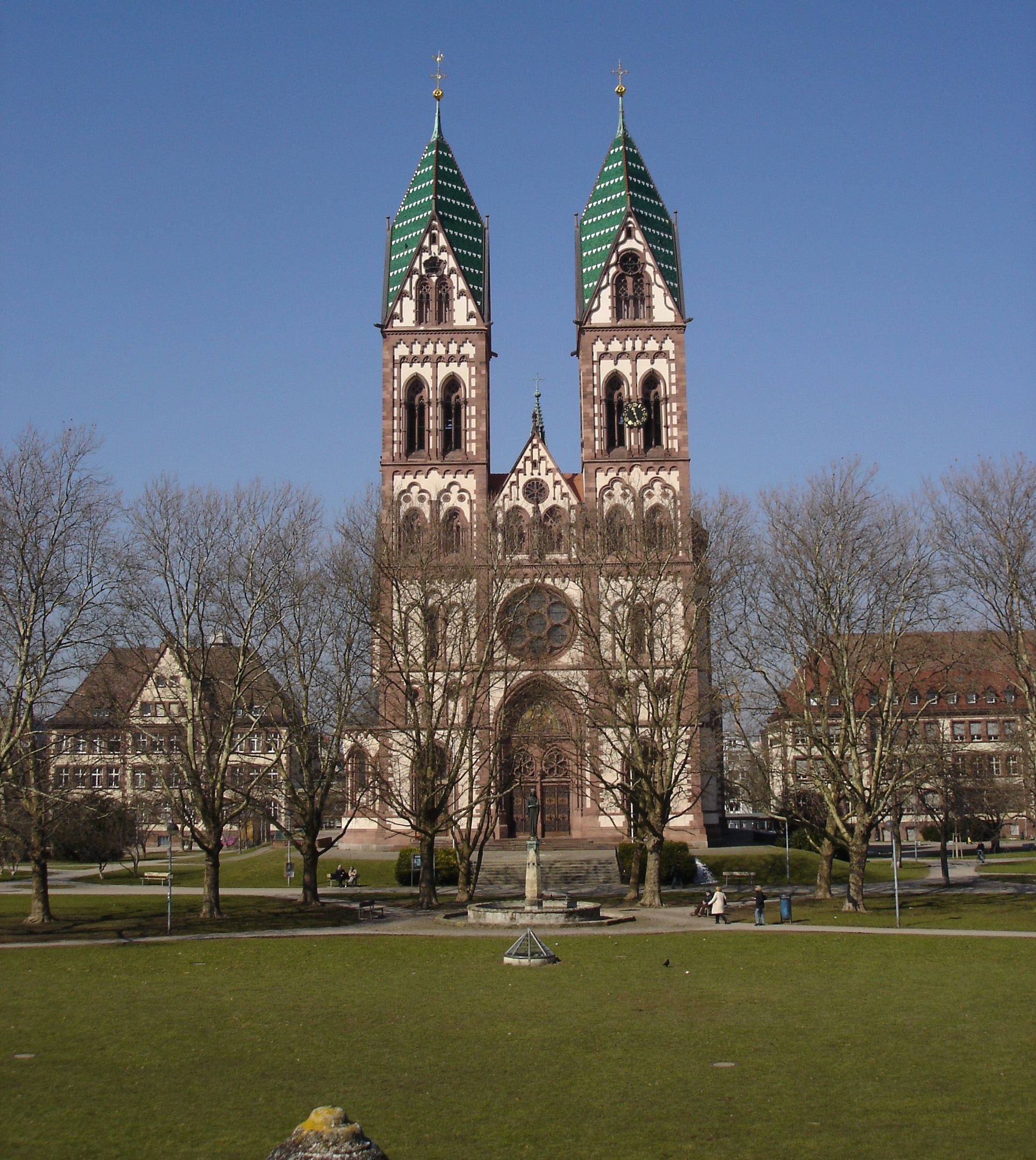
Stühlinger Kirchplatz mit Herz-Jesu-Kirche (Freiburg im Breisgau)

Im Stühlinger gibt es diverse Kindertagesstätten und Kindergärten. Im Stadtteil gibt es die Hebelschule, eine Grundschule und die Realschule Hansjakobschule, die beide symmetrisch auf der Westseite der Herz-Jesu-Kirche stehen und einst als Mädchen- und Knaben-Volksschule errichtet worden waren. Ferner befinden sich weiterführende Schulen im Stühlinger: Im Westen des Stadtteils liegt das große Berufsschulzentrum, in dem verschiedene Schulen Unterricht für zahlreiche Berufe anbieten. Daneben gibt es unter anderem die Max-Weber-Schule, die ein breites Spektrum an Schulformen im Bereich Wirtschaft anbietet. Während die Krankenpflegeschule des Uniklinikums in den Stadtteil Brühl umgezogen ist befindet sich noch die Schule für Physiotherapie an der Fehrenbachallee.
Gewerbe
Heute findet man im Stühlinger einige Cafés, Kneipen, Restaurants, kleine alternative Läden, sowie Handwerksbetriebe und Einkaufsmöglichkeiten im Einzelhandel.
Weitere Einrichtungen

Kunstwerk Gartenschlauch mit Wasserhahn im Eschholzpark

Neben dem schon erwähnten Universitätsklinikum ist auch die Bundesagentur für Arbeit und das Rathaus im Stühlinger (früher Technisches Rathaus) der Stadt im Stühlinger untergebracht. Der Standort soll in den kommenden Jahren erweitert werden und sämtliche städtische Behörden sowie das Landratsamt des Kreises Breisgau-Hochschwarzwald aufnehmen.
Ebenso beherbergt der Stadtteil mehrere Studentenwohnheime, wie die von einem katholischen Orden getragene Albertusburse oder die Studierendenhäuser Stühlinger an der Engelberger Straße, die vom Studierendenwerk Freiburg betrieben werden. Als kulturelle Einrichtung ist vor allem das ehemalige Elektrizitätswerk E-Werk zu nennen, das Künstlerateliers, verschiedene Spielstätten für Theatergruppen und Ausstellungsmöglichkeiten enthält.
Unter dem Stühlinger Kirchplatz befindet sich eine Zivilschutz-Mehrzweckanlage, welche als Tiefgarage genutzt wird. Die Anlage bietet 600 Schutzplätze und stammt womöglich aus 1984.
Grünanlagen
Vor der Herz-Jesu-Kirche befindet sich der Stühlinger Kirchplatz, der vor allem im Sommer stark belebt ist. Zwischen Max-Weber-Schule und Berufsschulzentrum liegt der großzügige Eschholzpark, dessen Wahrzeichen ein überdimensionaler Gartenschlauch mit Wasserhahn des Künstlerpaares Coosje van Bruggen/Claes Oldenburg ist; dieser soll an die frühere gärtnerische Nutzung des Geländes erinnern. Das damals noch unbebaute Gelände zwischen Stühlinger Kirchplatz und Eschholzpark war vor dem Ersten Weltkrieg Spielstätte des SC Freiburg bis der Platz zum Kartoffelanbau benötigt wurde.
Im Stadtteil sind auch zahlreiche Kinderspielplätze vorhanden, darunter der Abenteuerspielplatz Rumpelhausen e. V. in der Ferdinand-Weiß-Straße, ein von im Stühlinger wohnhaften Familien betriebener Spielplatz auf einem städtischen Gelände.

## Gedenkstätten

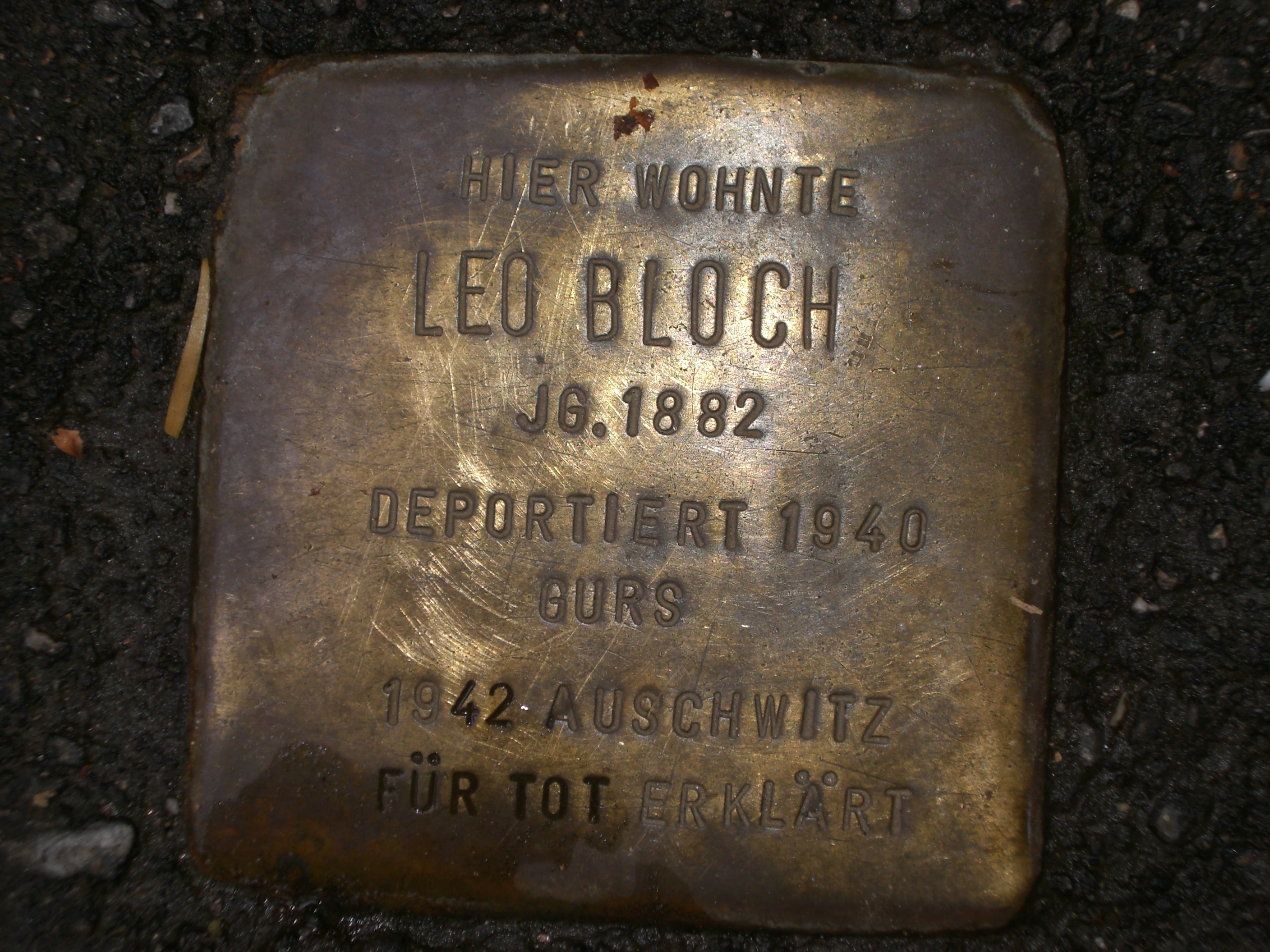
Stolperstein Leo Bloch

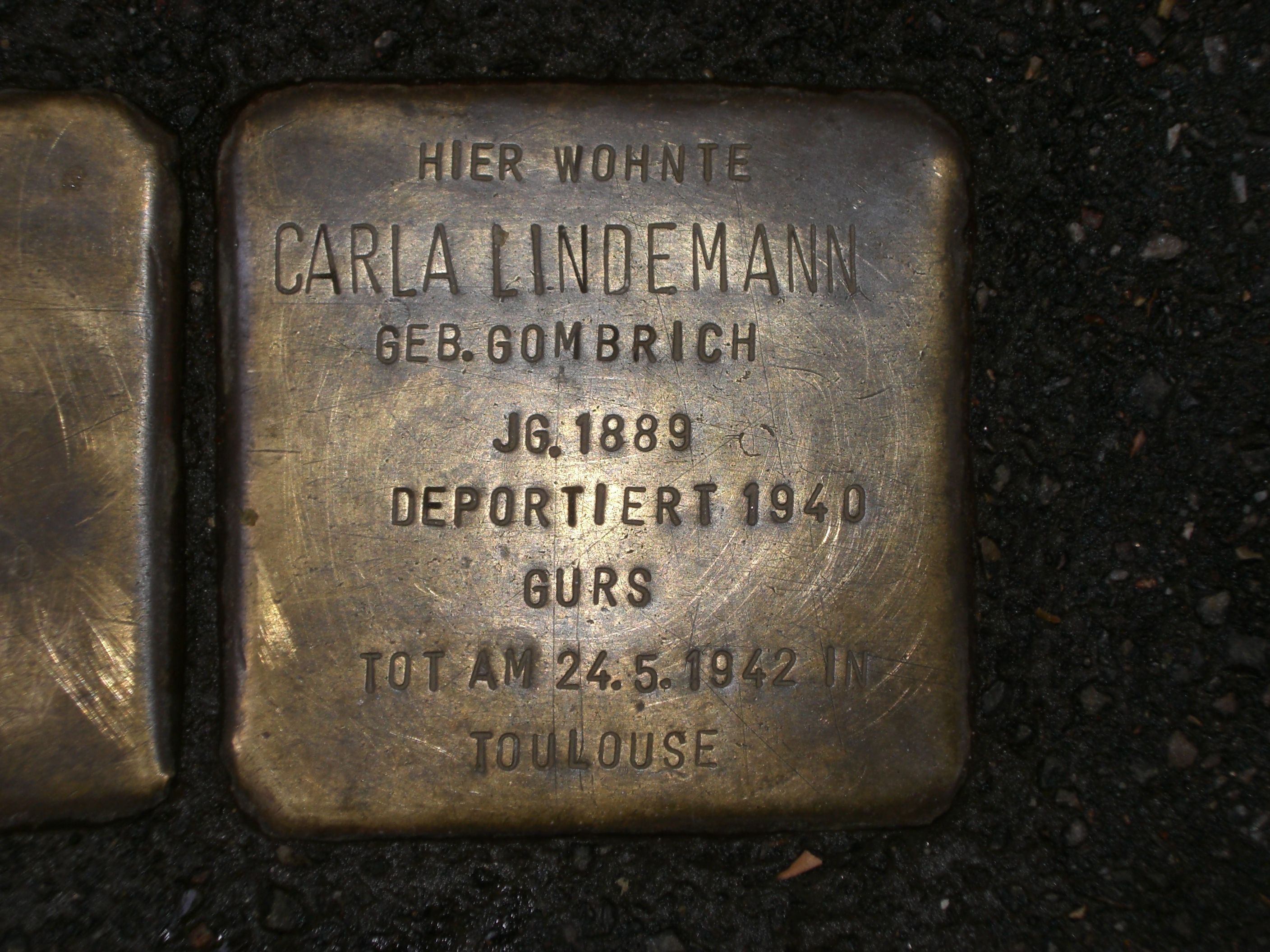
Stolperstein Carla Lindemann

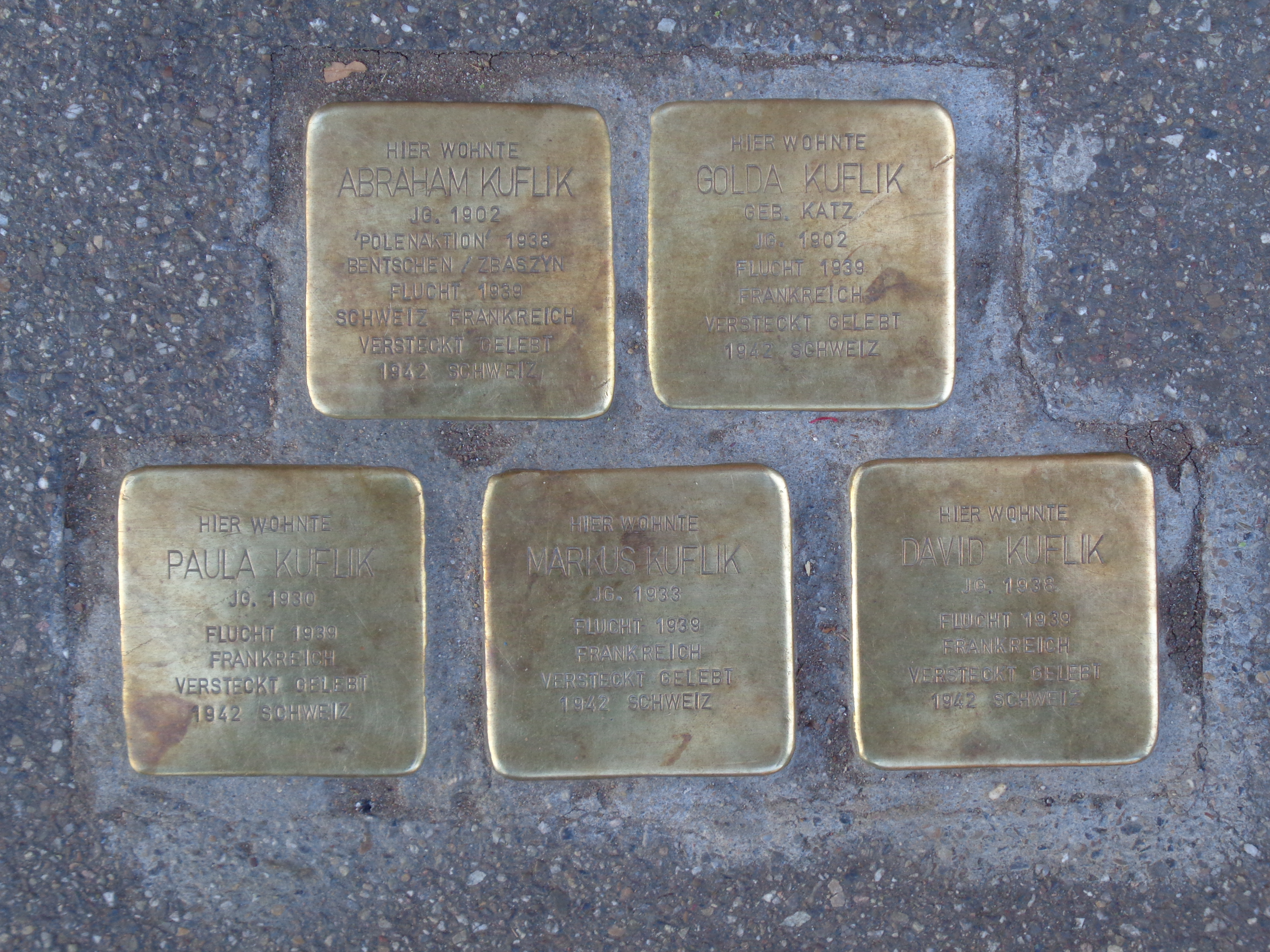
Stolpersteine der Rabbi-Familie Abraham Kuflik

Im Stühlinger befinden sich verschiedene Gedenkstätten zur Geschichte des Stadtteils sowie solche mit Bezug zur Geschichte Freiburgs allgemein.
Zu nennen sind etwa:
- Das Fünfwundenkreuz erinnert an 1813/14 erkrankte und gestorbene Soldaten, die hier in einem Massengrab beerdigt wurden.
- Der Gedenkstein auf dem Hildaspielplatz (Kreuzstraße) für die Opfer der irrtümlichen Bombardierung Freiburgs durch die deutsche Luftwaffe am 10. Mai 1940
- Am Haupteingang der Hebelschule erinnert eine Gedenktafel an die Verschleppung der badischen Juden in der Nacht vom 21. auf den 22. Oktober 1940 in das Lager Gurs durch die Nazis im Rahmen der Wagner-Bürckel-Aktion. Der Schulhof zwischen der Hebel- und der benachbarten Hansjakob-Schule war zentraler Sammelpunkt in Freiburg. An diesen Vorgang erinnert auch ein Mahnmal auf der Wiwilíbrücke – ein in großer Eile vergessener Mantel mit Judenstern aus Bronze.
- Seit 2006 ein weiteres Gurs-Mahnmal, Mahnmalprojekt Neckarzimmern, bestehend aus einer Steinskulptur und einer Texttafel, auf dem Stühlinger Kirchplatz.
- Ein Gedenkstein vor dem Gelände der ehemaligen Kreispflegeanstalt für geistig und körperlich Behinderte erinnert an deren Auflösung durch die Nationalsozialisten im Jahr 1940 und die folgende Ermordung vieler der fast 600 Pfleglinge im Rahmen der nationalsozialistischen Krankenmorde, die Opfer des nationalsozialistischen Rassenwahns wurden.
- Die Gedenktafeln für Berndt Koberstein und Albrecht („Tonio“) Pflaum auf der Wiwilíbrücke erinnert an zwei Freiburger, die in Wiwilí von den nicaraguanischen Contras ermordet wurden.
- Vor der Herz-Jesu-Kirche befindet sich ein Engel der Kulturen.

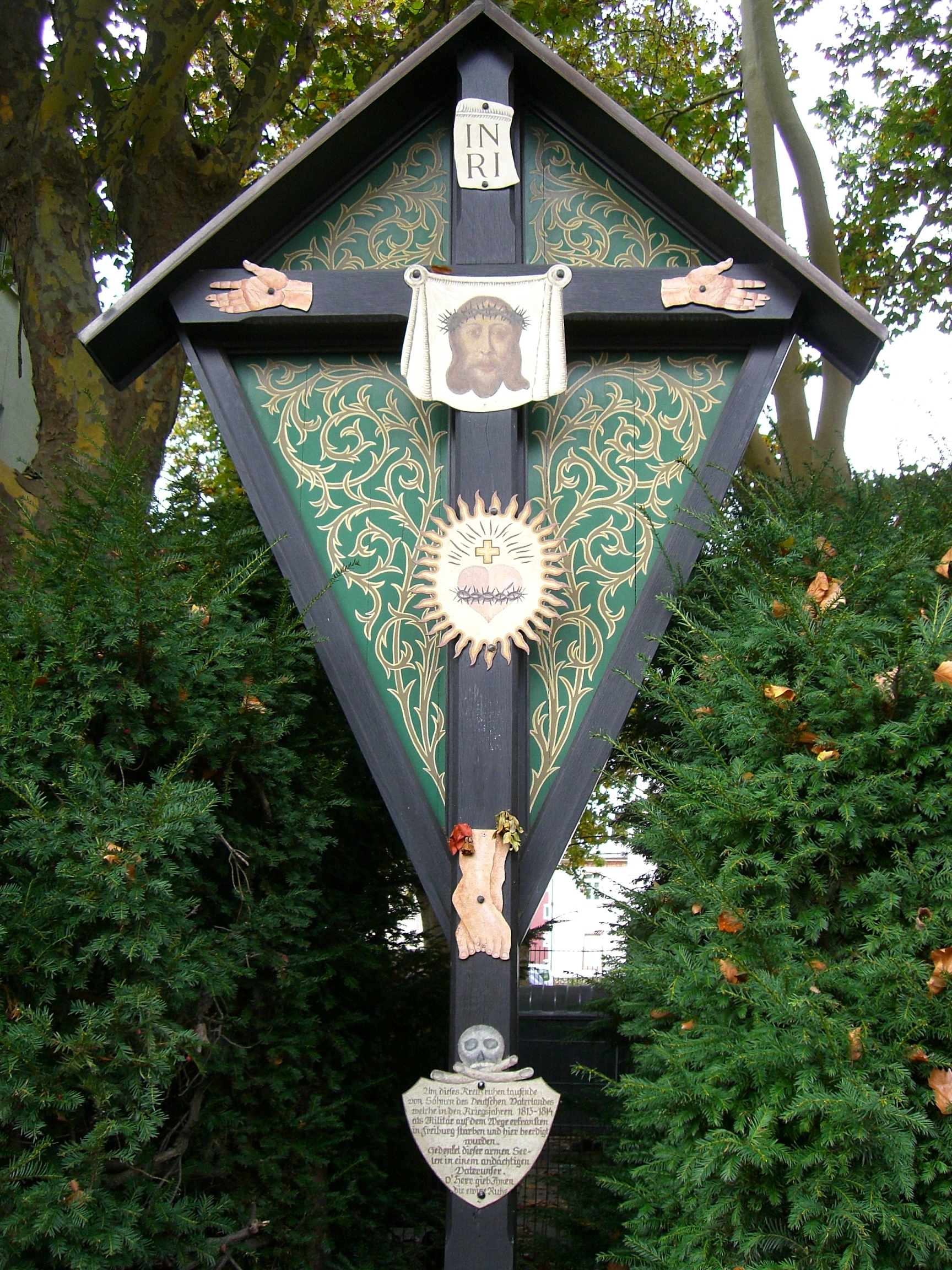
Fünfwundenkreuz Eschholzstraße
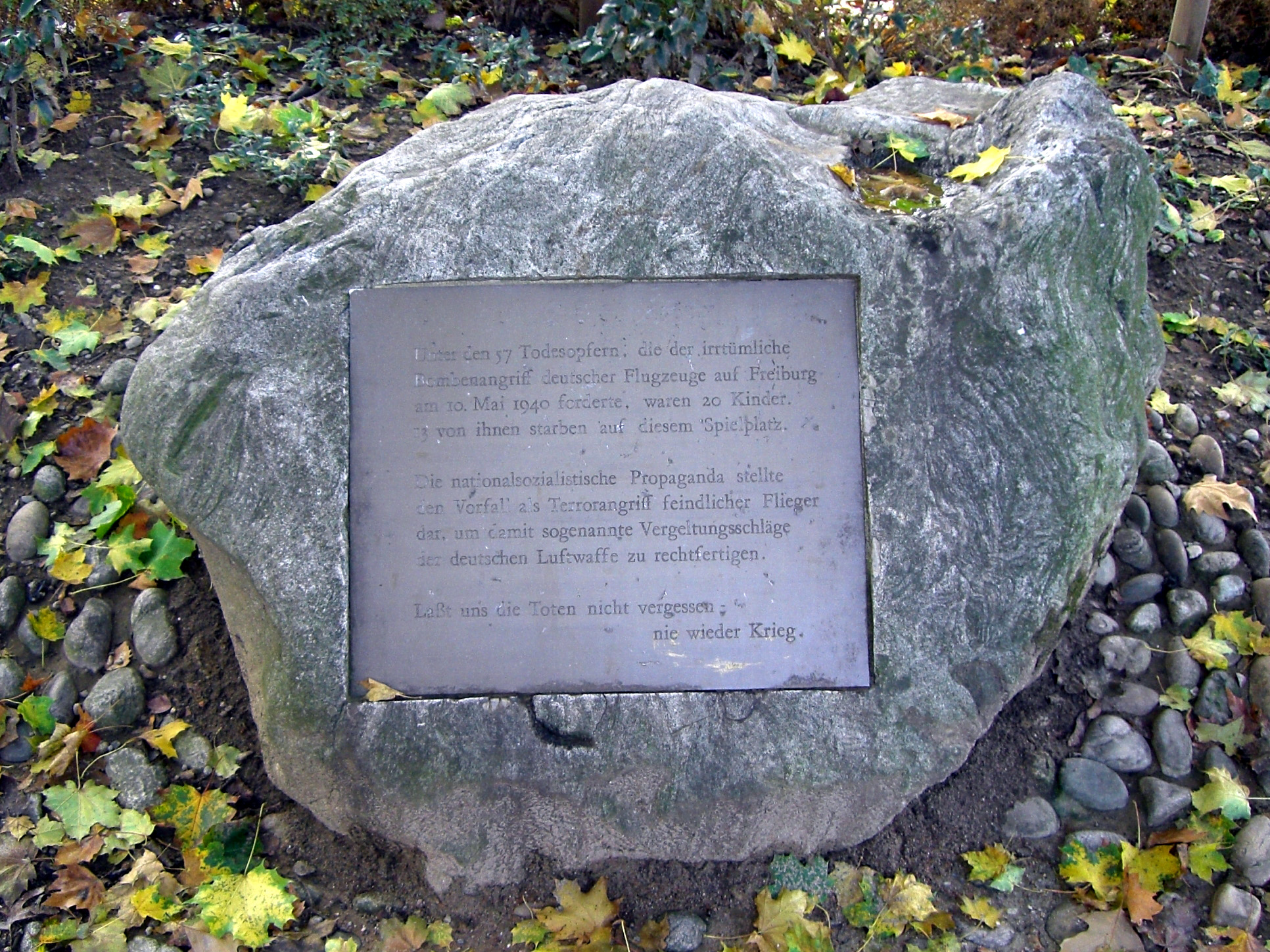
Gedenkstein Hildaspielplatz
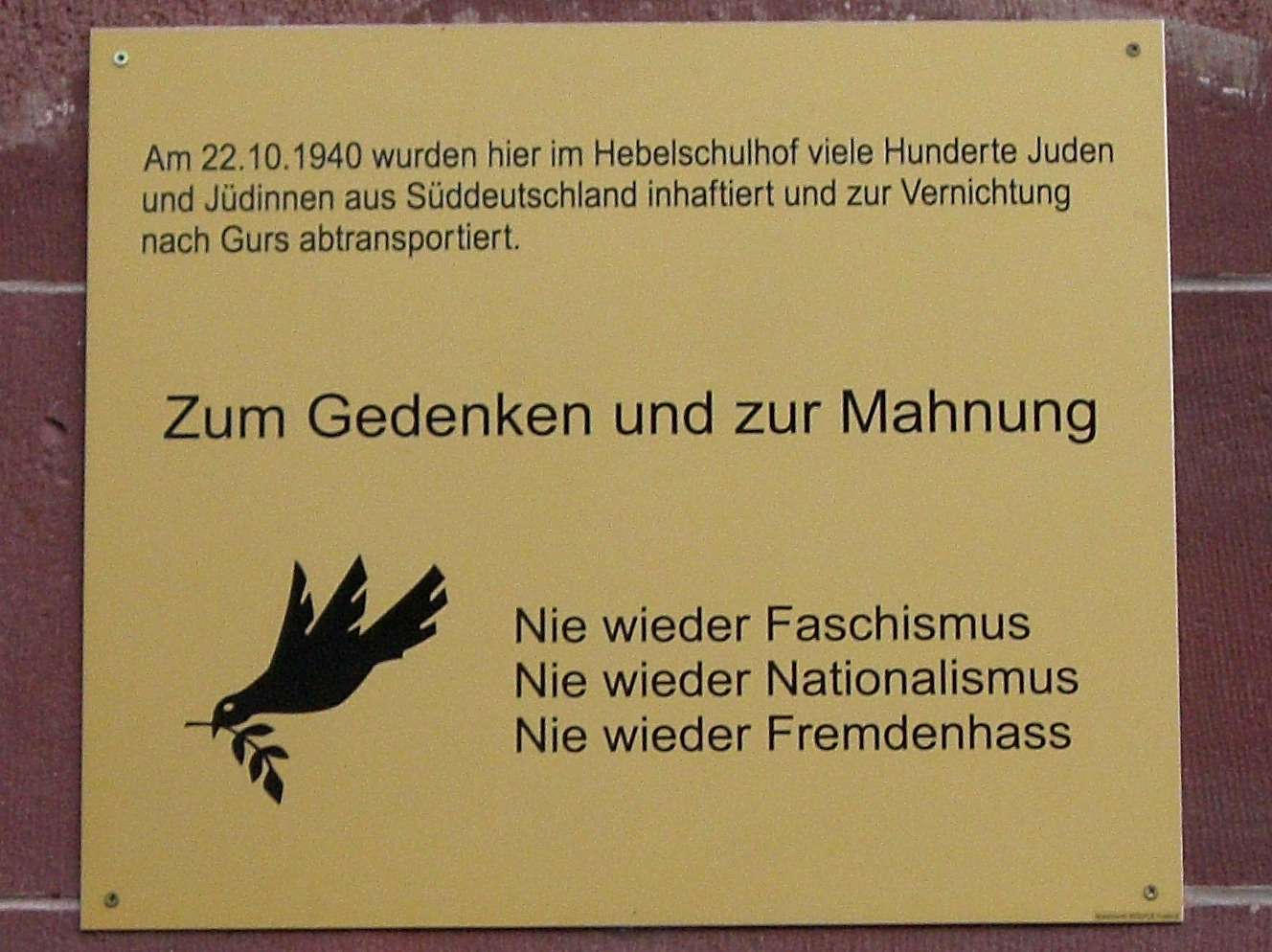
Gedenktafel Hebelschule
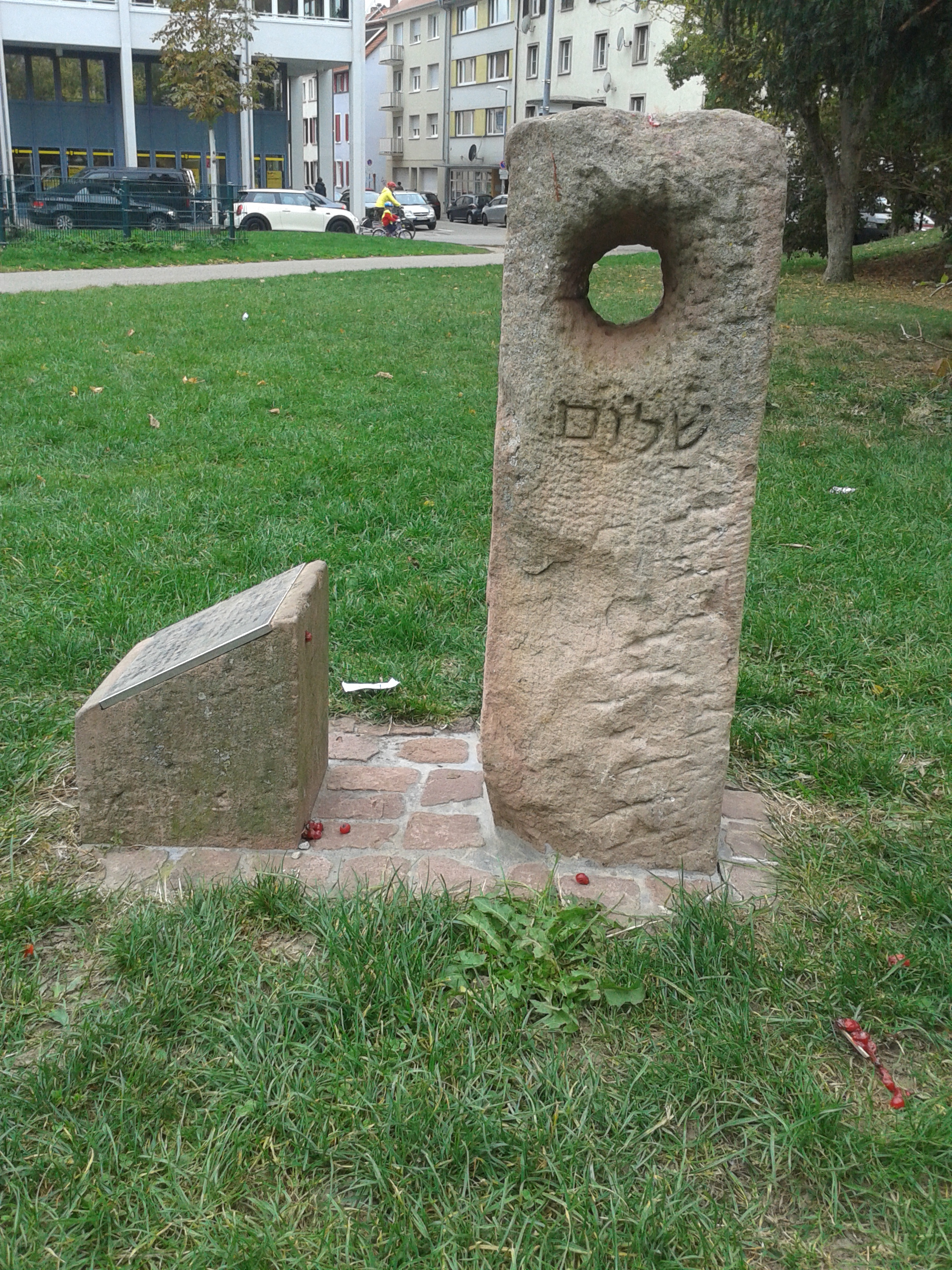
Gedenkstein Stühlinger Kirchplatz
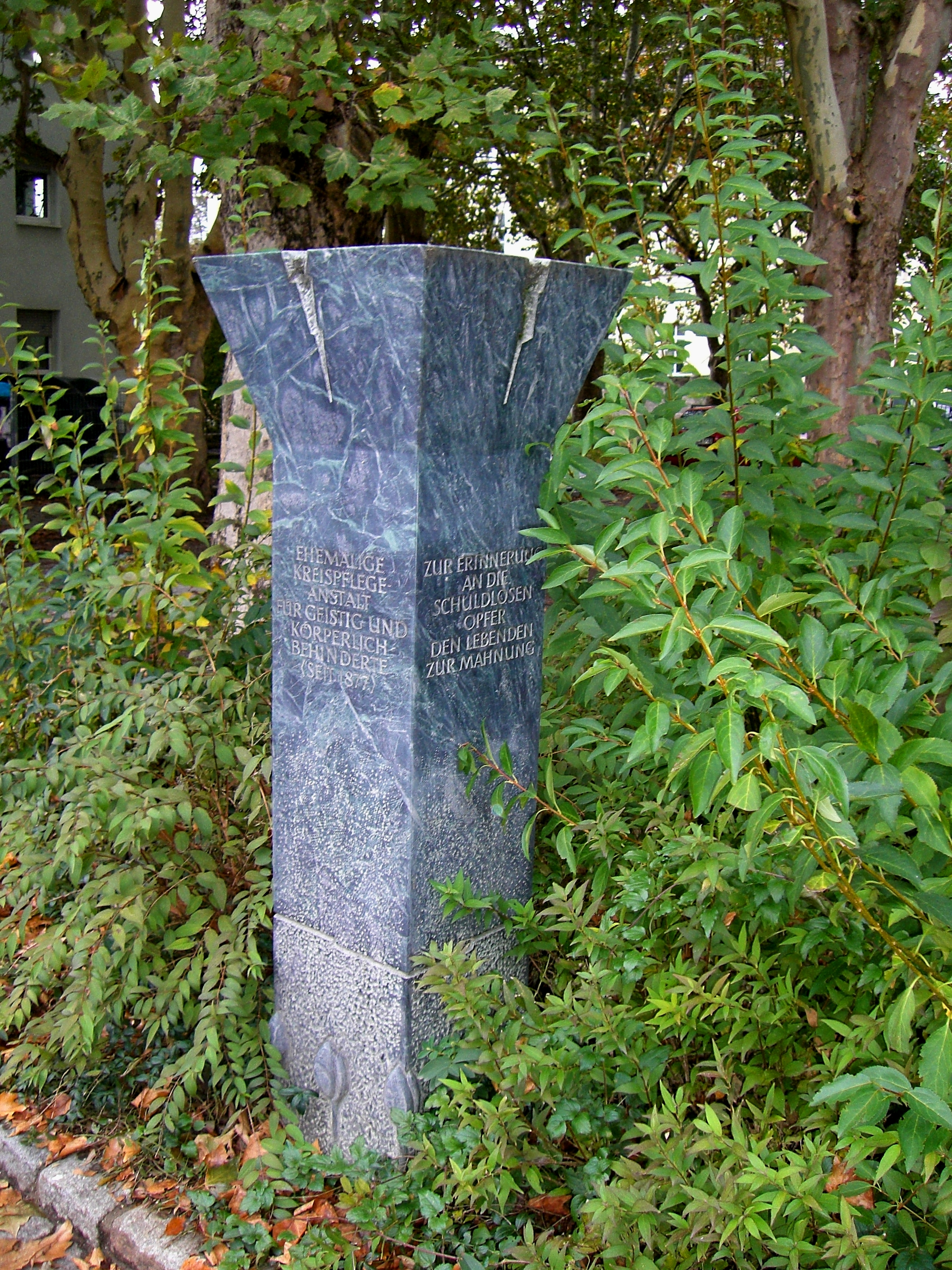
Gedenkstein ehemalige Kreispflegeanstalt Eschholzstraße
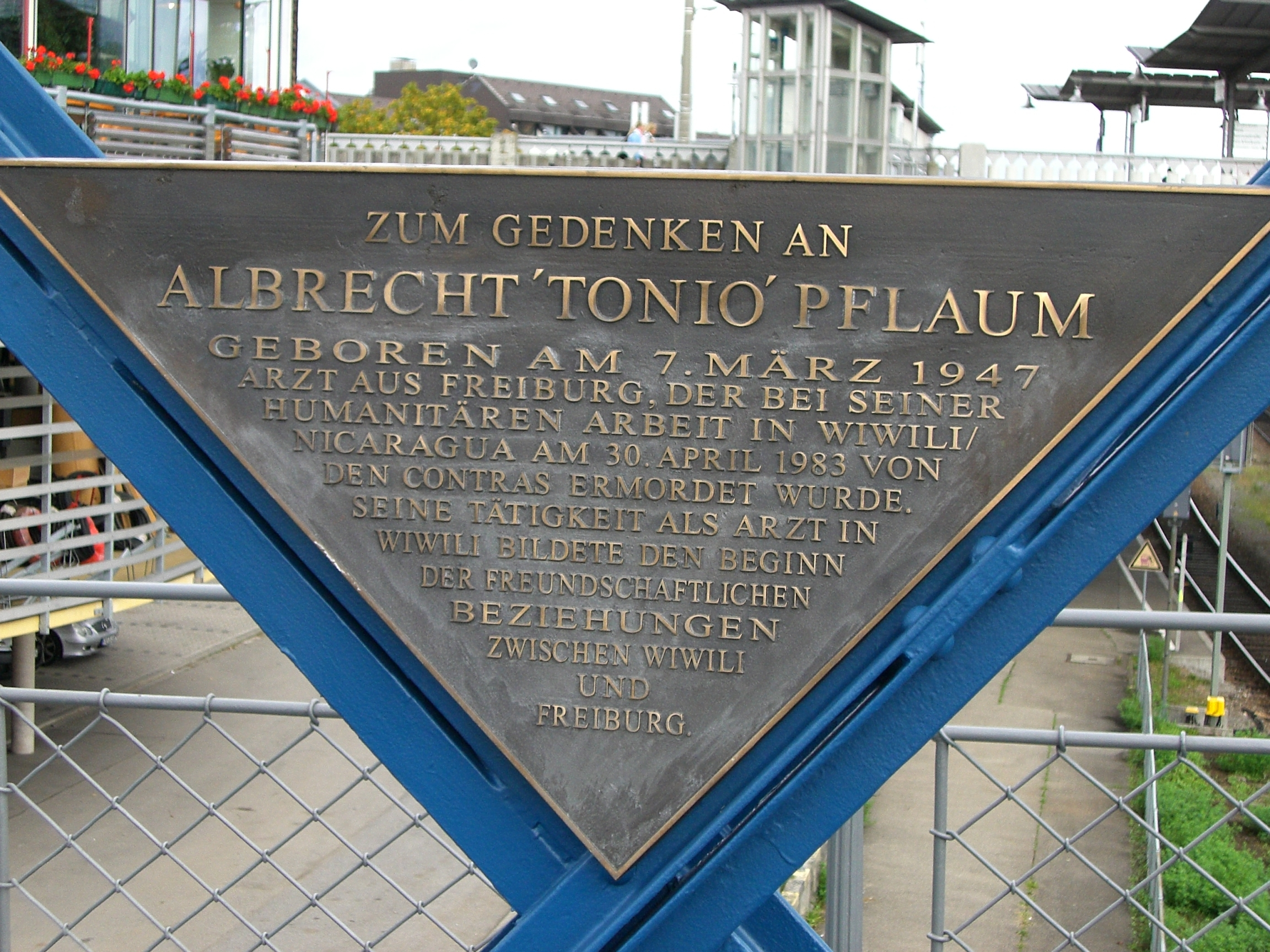
Gedenktafel auf der Wiwilíbrücke
Engel der Kulturen

- Im Stühlinger befinden sich mehrere Stolpersteine, mit denen an das Schicksal der Menschen erinnert werden soll, die von Nationalsozialisten ermordet, deportiert, vertrieben oder in den Freitod getrieben wurden. Es waren:[35]

| Name                           | Geburtsjahr | Wohnort Stühlinger   | Deportationsjahr und Ort | Weiteres Schicksal                                          |
| ------------------------------ | ----------- | -------------------- | ------------------------ | ----------------------------------------------------------- |
| Karl Balzer                    | 1885        | Lehener Straße 14    | Verhaftet 1943           | Tod 18. Dezember 1943, Zuchthaus Bruchsal                   |
| Leo Bloch                      | 1882        | Engelbergerstraße 39 | 1940 Gurs                | 1942 Auschwitz; für tot erklärt                             |
| Nathan Bloch                   | 1878        | Engelbergerstraße 39 | 1940 Gurs                | 1942 Auschwitz; für tot erklärt                             |
| Robert Burgheimer              | 1882        | Klarastraße 29       | 1940 Gurs                | Tod in Auschwitz                                            |
| Ida Heilbrunner                | 1890        | Egonstraße 48        | 1940 Gurs                | Ermordet in Auschwitz                                       |
| Sofie Heilbrunner (geb. Weil)  | 1870        | Egonstraße 48        | 1940 Gurs                | Unbekannt                                                   |
| Abraham Kuflik mit Familie     | 1902        | Eschholzstraße 82    | 1940 Flucht              | Gerettet 1942 in der Schweiz, 1946 in Zürich                |
| Carla Lindemann, geb. Gombrich | 1889        | Engelbergerstraße 39 | 1940 Gurs                | Tod am 24. Mai 1942 in Toulouse                             |
| Kurt Lindemann                 | 1876        | Engelbergerstraße 39 | 1940 Gurs                | Überlebt                                                    |
| Max Maier                      | 1880        | Fedderstraße 6       | 1943                     | Ermordet in Majdanek                                        |
| Christian Nußbaum              | 1888        | Barbarastr. 1        | Verhaftet 1933           | Tod in Wiesloch 1939                                        |
| Gustav Adolf Weber             | 1904        | Lehener Straße 14    | desertiert 1943          | erschossen 29. Juni 1943, im Rhein bei Maxau auf der Flucht |

## Verkehr
Vier der fünf Freiburger Straßenbahnlinien (1, 2, 3, 4) führen durch den Stühlinger – von der Innenstadt über die Stühlingerbrücke, die Gleisanlagen des Freiburger Hauptbahnhofs querend. Die Buslinie 14 der Freiburger Verkehrs AG verbindet die Eschholzstraße mit Haslach und dem Gewerbegebiet Haid. Im Norden des Stühlinger befindet sich die S-Bahn-Station Klinikum der Breisacher Bahn. Im Zuge des Baus des dritten und vierten Gleises der Rheintalbahn soll die nach Fertigstellung nicht mehr benötigte Güterbahn für den Personenverkehr genutzt werden. Am Schnittpunkt mit der Straßenbahnlinie 1 soll dann der S-Bahn-Haltepunkt Runzmattenweg entstehen.
Das Stadtzentrum ist zu Fuß über die Stühlingerbrücke oder die danebenliegende Wiwilíbrücke sowie über die Unterführung durch den Hauptbahnhof oder die Unterführung an der Lehenerstraße zu erreichen. Für den Radverkehr führt entlang der Eschholzstraße der FR 3 zum Sportpark Süd und nach Zähringen, der FR 4 nach Betzenhausen oder über die Unterführung an der Lehenerstraße in die Innenstadt und der FR 5 nach Rieselfeld. Zusätzlich sollen die Radschnellwege nach Breisach, Kirchzarten über die Wiwilíbrücke und Bad Krozingen durch den Stühlinger verlaufen bzw. dort am Hauptbahnhof ihren Ausgang nehmen. FR 1 und FR 2 verlaufen am Rande des Stühlingers entlang der Dreisam bzw. entlang der Güterbahn.
Eine DB-Carsharing-Station befindet sich ebenso wie Stellplätze des ersten Freiburger Carsharing-Anbieters, Stadtmobil Südbaden AG, bei der Radstation und an weiteren Standorten.
In einem Verkehrsentwicklungsplan wurde für die Eschholzstraße eine „deutliche Überschreitung der verträglichen Belastung“ ermittelt. Die Umgestaltung der Eschholzstraße mit verbesserter Radwegeführung und einer auf die Abend- und Nachtstunden begrenzten Reduzierung der zulässigen Höchstgeschwindigkeit auf 30 km/h hat die Belastung durch Kraftfahrzeugverkehr reduziert.